# Ragnall Guthfrithson
Ragnall Guthfrithson av Northumbria, död 944, var en engelsk monark. Han var kung av Kungariket Jorvik (kung av Södra Northumbria och York) 943–944. 